# A lélek útja
A lélek útja Robert Lawson regénye, melyet a Trivium Kiadó adott ki. Az előző életek világát tárja fel az olvasó előtt egy szerelmét elveszített férfi szenvedésein át. A Domján László ajánlotta mű 2015. június 4-én mutatkozott be a Nyári Könyvhéten, és néhány nap után a Bookline és a Libri Toplistáinak élére került fel.

## Történet
Főhőse egy David Becker nevű férfi, aki boldog, kiegyensúlyozott életet él feleségével, Julie-val. De idilli életük hamar véget ér, amikor egy vakációjuk alkalmával tragikus balesetet szenvednek. A szerelmét elveszítő, mély depresszióba zuhanó David nem képes szembenézni a történtekkel, életét a továbbiakban értelmetlennek látja. Úgy dönt, öngyilkos lesz.
Azonban tettét egy rejtélyes látogató akadályozza meg, és ennek a találkozásnak sorsfordító ereje lesz a műben. A látogató David lelki segítője, egy angyalszerű lény, Navina, aki felkínál egy egyszeri lehetőséget a férfinek; alkalma nyílik rá, hogy bepillantást nyerjen előző életei legfontosabb eseményeibe, hogy megértse nem csak az Életet magát, hanem ezen a szövevényes, karmikus láncokkal, szenvedéssel és örömteli eseményekkel teli világon át megértse önmagát is, valamint azt, hogy miért kellett ekkora csapást elszenvednie.
David vonakodva bár, de elfogadja a segítséget és ezzel egy fantasztikus utazás veszi kezdetét, mely végig a valóság és a rég elfeledett, homályba burkolózó emlékek határán bontakozik ki.

### Utazás az előző életek világába
Az évezredeket felölelő, lebilincselően izgalmas út a világ számos táján játszódik, ahogy haladunk előre a könyvben, úgy közeledünk David jelenéhez. A cselekmény során felbukkanó élethelyzetek, személyek és események mind egy-egy tanulságként, okító leckeként szolgálnak Davidnek, aki szépen lassan egyre jobban megérti a karma lényegét, az élet alapvető törvényeit, melyek minden ember életét befolyásolják.
David kalandos útján át bepillantást nyerünk a túlvilág, a létköz szférájába is, mely során döbbenetes titkok kerülnek napvilágra. Számtalan téma, érdekfeszítő beszélgetések elevenednek meg a lapok közt, Navina az élet mély igazságait osztja meg a férfival. Szóba kerül többek közt Isten és a szabad akarat kérdése, miért pont ott élünk ahol és miért pont abban a testben amiben, miért olyan az életünk amilyen, milyen karmikus gátakat szab saját egónk, valamint miért kell újra és újra visszatérnünk ide, és létezik-e örökké tartó szerelem a lelki társak közt?
Ez utóbbi egy sarkalatos pontja a műnek, ugyanis David az út során átélt döbbenetes élményekkel gazdagszik, de lelkét folyamatosan kínozza felesége elvesztésének tudata. Így a történetben előforduló helyszínek, élethelyzetek és események nem csupán okító jellegűek, hanem hátteréül és gyógymódjául is szolgálnak a férfi összetört lelkének.
A cselekmény egyszer megindító és gyönyörű, másszor véres és kegyetlen, azonban a tanulás és lelki fejlődés állandó jelleggel van jelen a műben. Megjelennek olyan híres személyek, mint pl. Jézus, valamint az ókor harcos királya, Leónidasz.

### Az üzenet
A lélek útja bár számos életbölcsességet és információt tartalmaz, melyek révén az olvasó sokat megtudhat a világról és önmagáról, valamint egy remekül megírt történeten át kísérhetjük figyelemmel egy lélek gyógyulását – mégsem ezek a legszembeötlőbb elemei a műnek. Sokkal inkább a megbékéléssel teli tanító erő és a számtalan elgondolkodtató kérdés és válasz, melyek mind David segítője révén kerülnek elő.
Robert Lawson remek érzékkel megírt, színes, filmszerű spirituális kalandregénnyel szól az olvasókhoz. Üzenete egyszerű; bár sorsunkat mi magunk alakítjuk tetteinkkel és azzal is, amit nem teszünk meg, mégsem vagyunk soha egyedül. Valaki állandóan vigyáz ránk, segíti a fejlődésünket, mint ahogy egy szülő figyeli gyermekét, ahogy az járni tanul…
A lélek útja mind történetével, mind összetettségével kiemelkedik a hasonló műfajú könyvek közül. Maradandó és mélyen elgondolkodtató élmény azoknak, akik nem elégszenek meg az élet felszínes nézőpontjával.
Jó szívvel ajánlom ezt a művet azoknak, akiket izgatnak létünk mélyebb kérdései.

## Magyar kiadásai
- A lélek útja; Trivium, Budapest, 2015